# Хаим из Воложина
Хаим из Воложина, также Хаим бен Ицхак Воложинский (Воложинер) (идиш חיים וואלאזשינער‎; 24 мая 1749, Воложин, Речь Посполитая — 14 июня 1821, Воложин, Российская империя) — ведущий ученик виленского гаона, основатель воложинской иешивы и один из крупнейших раввинов своего времени.

## Биография
Родился в Воложине. Отца звали Ицхак, а мать Ривка Раппопорт. Хаим изначально был известен как Хаим Ицкович. Его первым учителем был раввин Воложина раби Рефаэль из Гамбурга, затем с 15 лет его учителем был Арье Лейб Гинцбург — автор книги «Шаагат Арье» — минский, а затем мецкий раввин.
В 1770-е годы стал одним из наиболее близких учеников виленского гаона. С 1773 году исполнял обязанности главного раввина Воложина, однако отказывался получать зарплату за свою деятельность и жил за счёт фабрики по производству одежды. Рав Хаим посещал своего учителя 3 или 4 раза в году и задавал ему вопросы, накопившиеся за время его отсутствия. В 1790 году получил назначение на должность раввина Вилькомира.

### Создание иешивы
После смерти учителя в 1797 году начал готовиться к основанию иешивы по его системе, ради чего разослал письма по всем еврейским общинам, в которых призывал направлять к нему самых способных учеников и помочь иешиве финансово. В 1803 году после массовых откликов на послания основал в своём родном городе воложинскую иешиву, на основе учения виленского гаона, ставшую прототипом всех иешив литовского направления.
Рабби Хаиму из Воложина принадлежит заслуга установления мирных отношений между митнагдим и хасидами, с лидерами которых неоднократно встречался.
Брат рабби Хаима Шломо Залман тоже был учеником виленского гаона. Сын рабби Хаима, раввин Ицхак из Воложина возглавил иешиву после смерти отца.

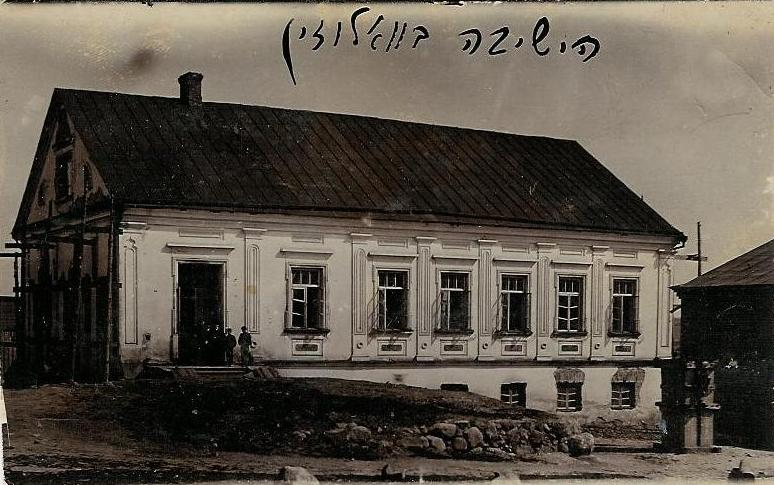
Старинный фотоснимок Воложинской иешивы.
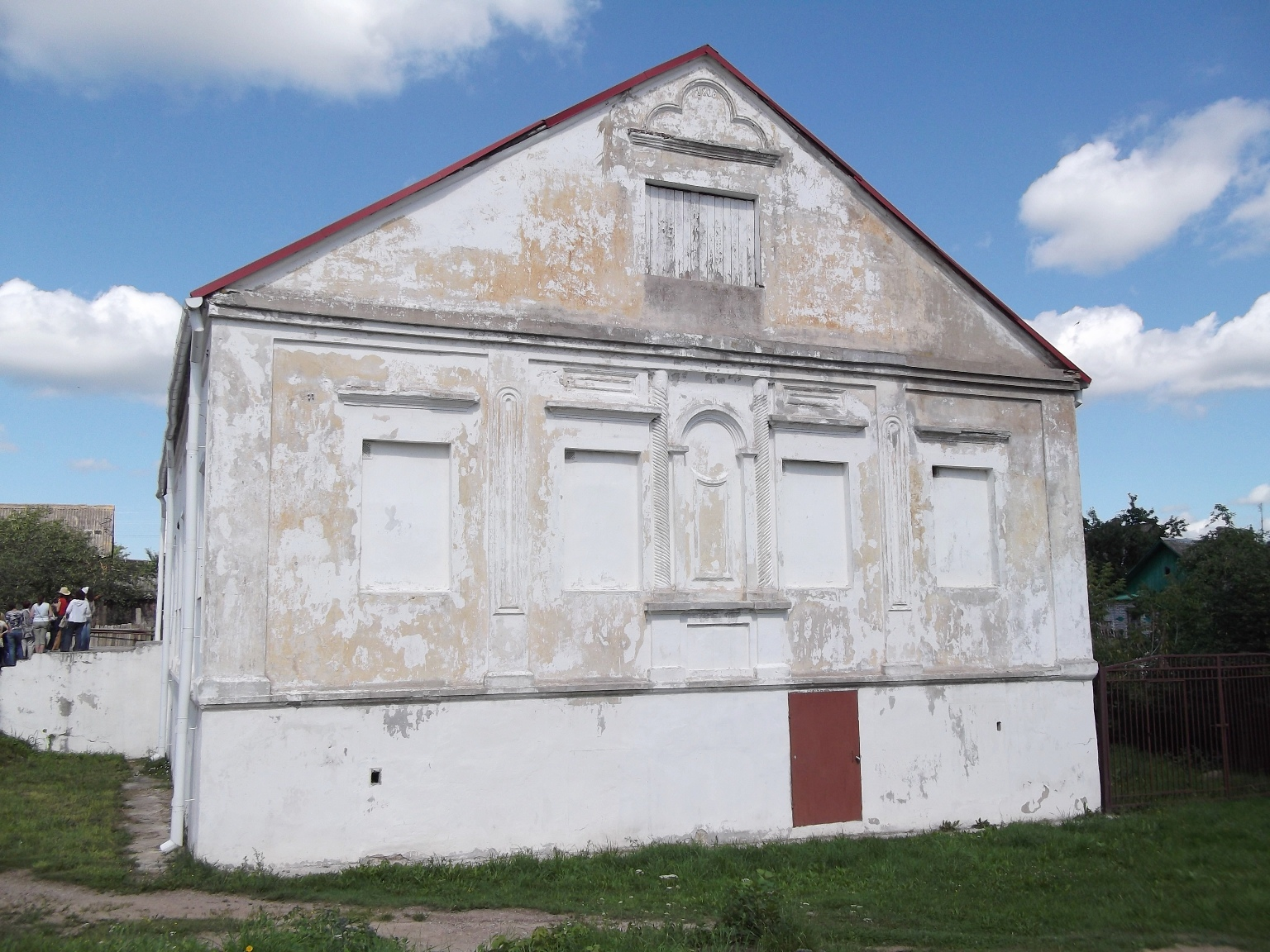
Здание бывшей Воложинской иешивы, современный вид.
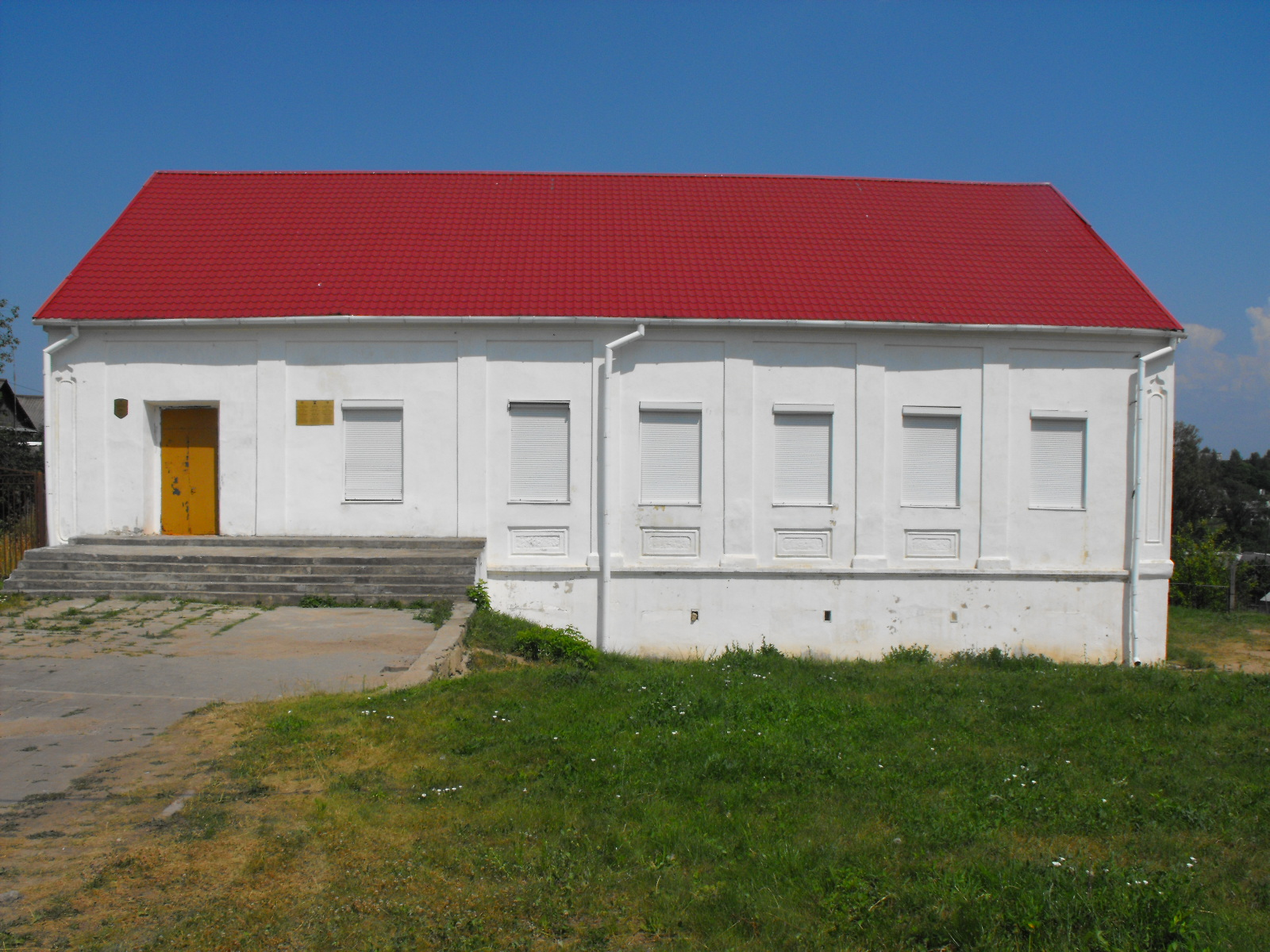
Здание бывшей Воложинской иешивы, современный вид.
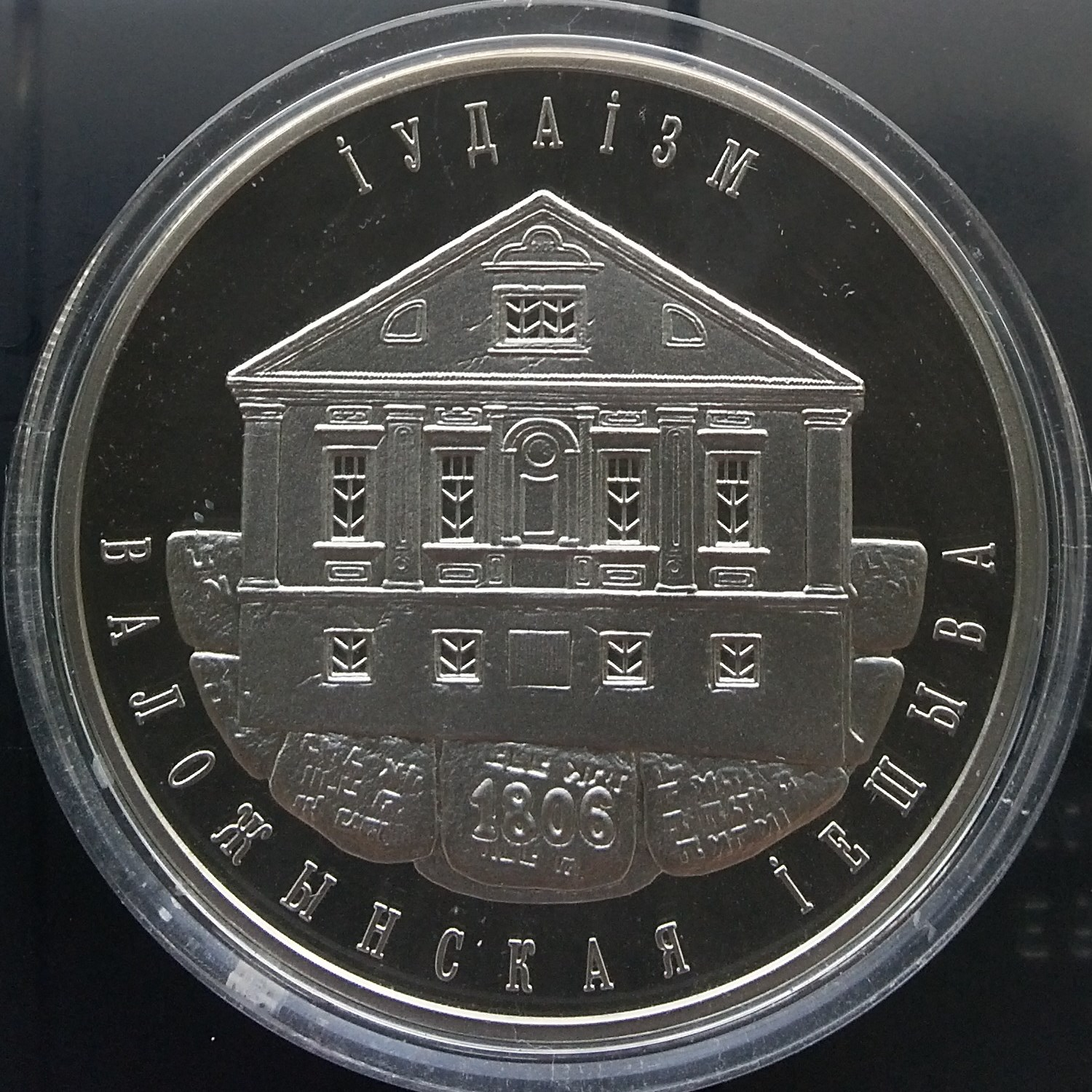
Белорусская серебряная памятная монета, 10 рублей 2010 года с изображением Воложинской иешивы.

## Книги
- «Нефеш ха-хаим» («Душа жизни») — каббалистическая основа моральных аспектов иудаизма
- «Руах ха-хаим» («Дух жизни») — комментарии на трактат Талмуда Пиркей авот
- «Хут ха-мешулаш» («Тройная нить») — респонсы на разные темы